# Чемпионат СССР по лыжным гонкам 1932
Первенство СССР на 5-м республиканском зимнем празднике проходило в Москве с 3 по 6 марта 1932 года.
Соревнования проводились по пяти дисциплинам — гонка на 30 км и военизированный ночной бег патрулей 20 км (мужчины), гонка на 8 км и военизированный бег команд 5 км (женщины), смешанная эстафета 3х5 км (мужчина, женщина, мужчина).
Вне конкурса выступали лыжники рабочих спортивных организаций Германии и Швеции.

## Победители и призёры

### Мужчины
|                                           | Золото                                                                             | Серебро                                                                     | Бронза                          |
| ----------------------------------------- | ---------------------------------------------------------------------------------- | --------------------------------------------------------------------------- | ------------------------------- |
| Гонка на 30 км                            | Васильев Дмитрий ЦДКА Москва                                                       | Додонов Аркадий «Динамо» Тула                                               | Ильин Андрей «Динамо» Ленинград |
| Военизированный ночной бег патрулей 20 км | Ленинград Ильин Андрей Павлов Николай Воробьёв Фёдор Васильев Леонид Волков Андрей | Москва Васильев Дмитрий Додонов Аркадий Бычков Алексей Хапанцев Иван Демонт | Урал                            |

### Женщины
|                                 | Золото                                                           | Серебро                                                  | Бронза                       |
| ------------------------------- | ---------------------------------------------------------------- | -------------------------------------------------------- | ---------------------------- |
| Гонка на 8 км                   | Пенязева-Михайлова Антонина ЦДКА Москва                          | Додонова(Косарева) Валентина «Динамо» Тула               | Махнева Таисия «Динамо» Урал |
| Военизированный бег команд 5 км | Москва Пенязева-Михайлова Антонина Дубинина Нина Бурлачкова Анна | Ленинград Воробьёва Нина Баженова Анна Трифонова Надежда | Нижний Новгород              |

### Смешанные
|                           | Золото                                                              | Серебро                                               | Бронза  |
| ------------------------- | ------------------------------------------------------------------- | ----------------------------------------------------- | ------- |
| Смешанная эстафета 3х5 км | Москва Додонов Аркадий Пенязева-Михайлова Антонина Васильев Дмитрий | Ленинград Воробьёв Фёдор Пылкова Евгения Ильин Андрей | Карелия |